# 1535 w polityce
Wydarzenia polityczne w 1535 roku.
- 12 czerwca - Hiszpański podbój Peru: Francisco Pizarro i Diego de Almagro zawarli w Cuzco układ dzielący podbite Imperium Inków na swoje strefy wpływów[1].
- Hiszpański podbój Peru: inka Manco Inka został uwięziony na rozkaz konkwistadorów Juana Pizarro i Gonzala Pizarro[2].

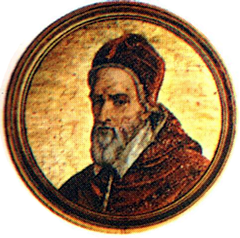
Grzegorz XIV

## Urodzili się
- 11 lutego Niccolò Sfondrati, późniejszy papież Grzegorz XIV[3].

## Zmarli
- Franciszek II Sforza, książę Mediolanu[4].